# Wattrelos
Wattrelos este o comună franceză situată în departamentul Nord, în regiunea Hauts-de-France.
Aflată la granița cu Belgia, Wattrelos face parte din Metropola Europeană a orașului Lille. Wattrelos și împrejurimile sale au aparținut Comitatului Flandra, Regatului Franței, Țărilor de Jos spaniole și Țărilor de Jos meridionale (în latină Belgica Regia).

## Geografie
Wattrelos este situat la granița franco-belgiană, la 14 km de Lille, 17 km de Kortrijk (în franceză Courtrai) și 19 km de Tournai. Orașul se află aproape la egală distanță de cele trei centre principale ale Eurometropole Lille-Kortrijk-Tournai, o metropolă transfrontalieră de peste 2 milioane de locuitori, din care face parte. Wattrelos este situat în regiunea Ferrain și în ținutul Flandrei romane.

### Comune limitrofe
| Tourcoing |       | Mouscron (Belgia)   |
|           |       | Estaimpuis (Belgia) |
| Roubaix   | Leers |                     |

### Geologie și relief
Altitudinile minime și maxime din Wattrelos sunt de 16,2 metri (la La Bourde) și 45 metri (42,5 metri la Beaulieu). Suprafața orașului Wattrelos este de 13,44 km², adică 1 344 hectare.

### Hidrografie

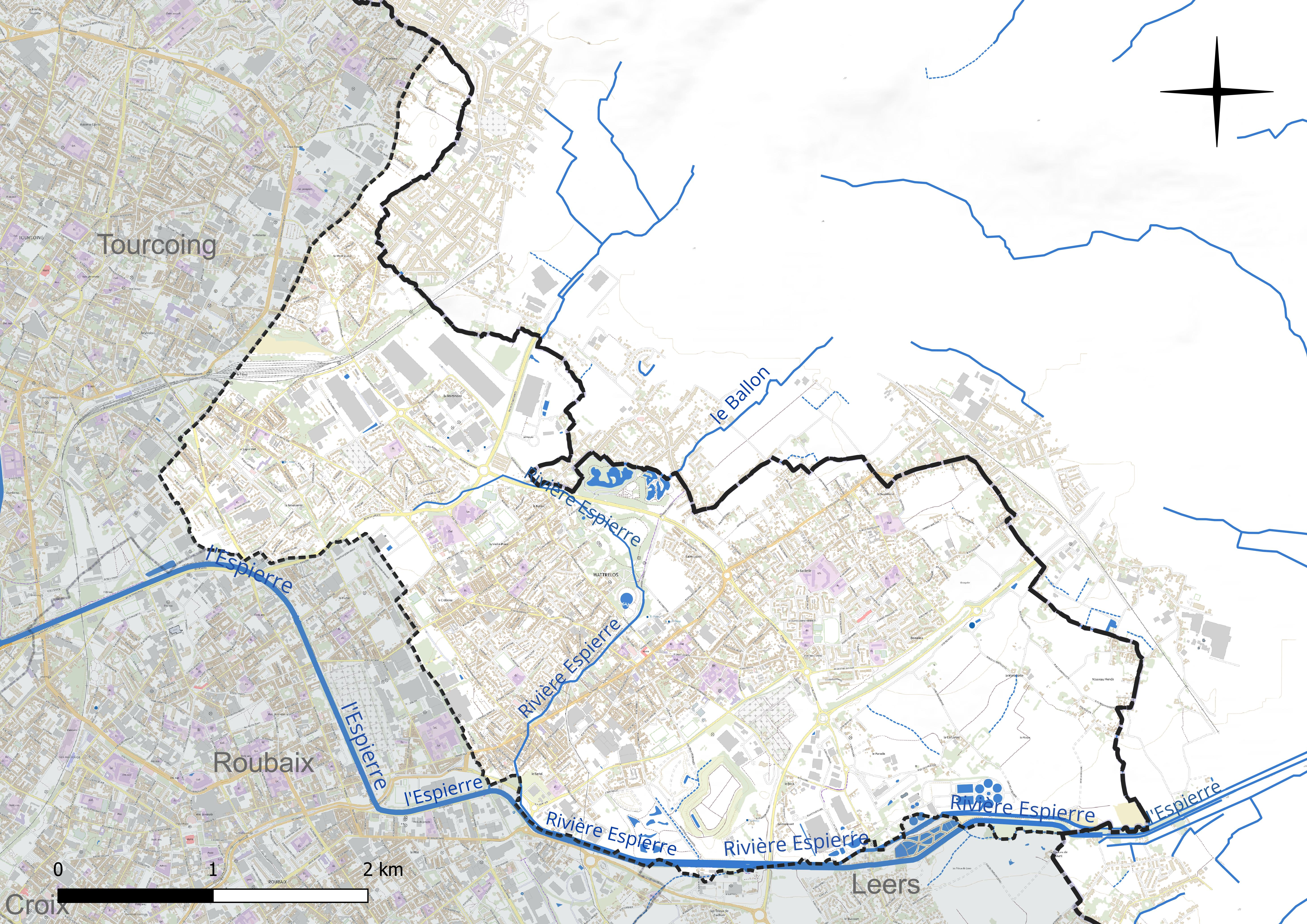
Rețeaua hidrografică Wattrelos.

Rețeaua hidrografică a Wattrelos include Canal de Roubaix, redeschis navigației din 2009 în cadrul programului Blue Links. Acesta urmează limita sudică a orașului Wattrelos până la granița cu Belgia, unde se conectează la Canal de l’Espierres.
Wattrelos este de asemenea traversat de râul Espierre, cunoscut și sub numele de Riez. Acesta își are izvorul la Ferme des Masures în Mouvaux, apoi traversează Tourcoing. La intrarea în Wattrelos, Espierre primește apele pârâului Riez de Saint-Joseph, apoi, formând un „S” inversat între dealurile care se ridică de partea Sapin-Vert și Beaulieu (punctul cel mai înalt al comunei, la 42,5 m), străbate Wattrelos până la La Bourde (punctul de altitudine minimă, de 16,2 m, la confluența dintre Espierre și pârâul Wattrelos, care marchează granița cu Estaimpuis).
Principalul său afluent, Berkem, care se varsă în Espierre la Ballons, formează granița cu Mouscron, enclava Luingne și o parte din Herseaux. La nivelul Sartel, Espierre primește apele Trichonului, care provine din Roubaix, apoi își continuă cursul canalizat spre Belgia, unde se varsă în Escaut. În prezent, este îngropat și canalizat aproape pe întreaga sa lungime. În secolul al XIX-lea, a fost, timp de câțiva ani, una dintre principalele surse de alimentare pentru Canal de l’Espierres. Totuși, industrializarea orașelor Roubaix și Tourcoing a dus la o poluare puternică a râului, devenind astfel o sursă de conflict între Franța și Belgia.

### Climă
În 2010, clima comunei era de tip oceanic degradat specific câmpiilor din Centru și Nord, conform unui studiu al CNRS bazat pe un set de date care acoperă perioada 1971-2000. În 2020, Météo-France a publicat o tipologie a climei din Franța metropolitană, conform căreia comuna are un climat oceanic și se află în regiunea climatică nord-estică a bazinului parizian. Aceasta se caracterizează printr-un nivel redus de însorire, precipitații moderate, distribuite uniform pe parcursul anului, și ierni reci (3 °C).
Pentru perioada 1971-2000, temperatura medie anuală este de 10,7 °C, cu o amplitudine termică anuală de 14,3 °C. Cantitatea medie anuală de precipitații este de 678 mm, cu 12,1 zile de precipitații în ianuarie și 8,9 zile în iulie. Pentru perioada 1991-2020, temperatura medie anuală observată la stația meteorologică situată în comuna Lesquin la 15 km distanță în linie dreaptă, este de 11,3 °C, iar cantitatea medie anuală de precipitații este de 805,2 mm.
Pentru viitor, parametrii climatici estimati pentru comună pentru anul 2050, conform diferitelor scenarii de emisii de gaze cu efect de seră, pot fi consultati pe un site dedicat publicat de Météo-France în noiembrie 2022.

## Urbanism

### Tipologie
La 1 ianuarie 2024, Wattrelos este clasificată drept mare centru urban, conform noii grile comunale de densitate cu șapte niveluri, definită de INSEE (Institutul Național de Statistică și Studii Economice) în 2022. Orașul face parte din unitatea urbană a Lille (partea franceză), o aglomerație internațională care reunește 60 de comune, fiind una dintre comunele din suburbii. De asemenea, face parte din aria metropolitană a orașului Lille (partea franceză), fiind una dintre comunele polului principal. Această zonă, care cuprinde 201 comune, este clasificată în categoria zonelor cu 700 000 de locuitori sau mai mult (cu excepția Parisului).

### Utilizarea terenului
Ocuparea terenurilor în comună, așa cum reiese din baza de date europeană privind ocuparea biogeofizică a solurilor Corine Land Cover (CLC), este marcată de importanța teritoriilor artificializate (76,7 % în 2018), în creștere față de 1990 (69,1 %). Repartizarea detaliată în 2018 este următoarea: zone urbanizate (52,6 %), zone industriale sau comerciale și rețele de transport (18,5 %), terenuri arabile (18,1 %), spații verzi artificializate, neagricole (5,7 %), zone agricole eterogene (4,2 %), pășuni (1 %). Evoluția ocupării terenurilor în comună și a infrastructurilor sale poate fi observată pe diferitele reprezentări cartografice ale teritoriului: harta Cassini (secolul XVIII), harta de stat-major (1820-1866) și hărțile sau fotografiile aeriene ale IGN pentru perioada actuală (1950 până în prezent).

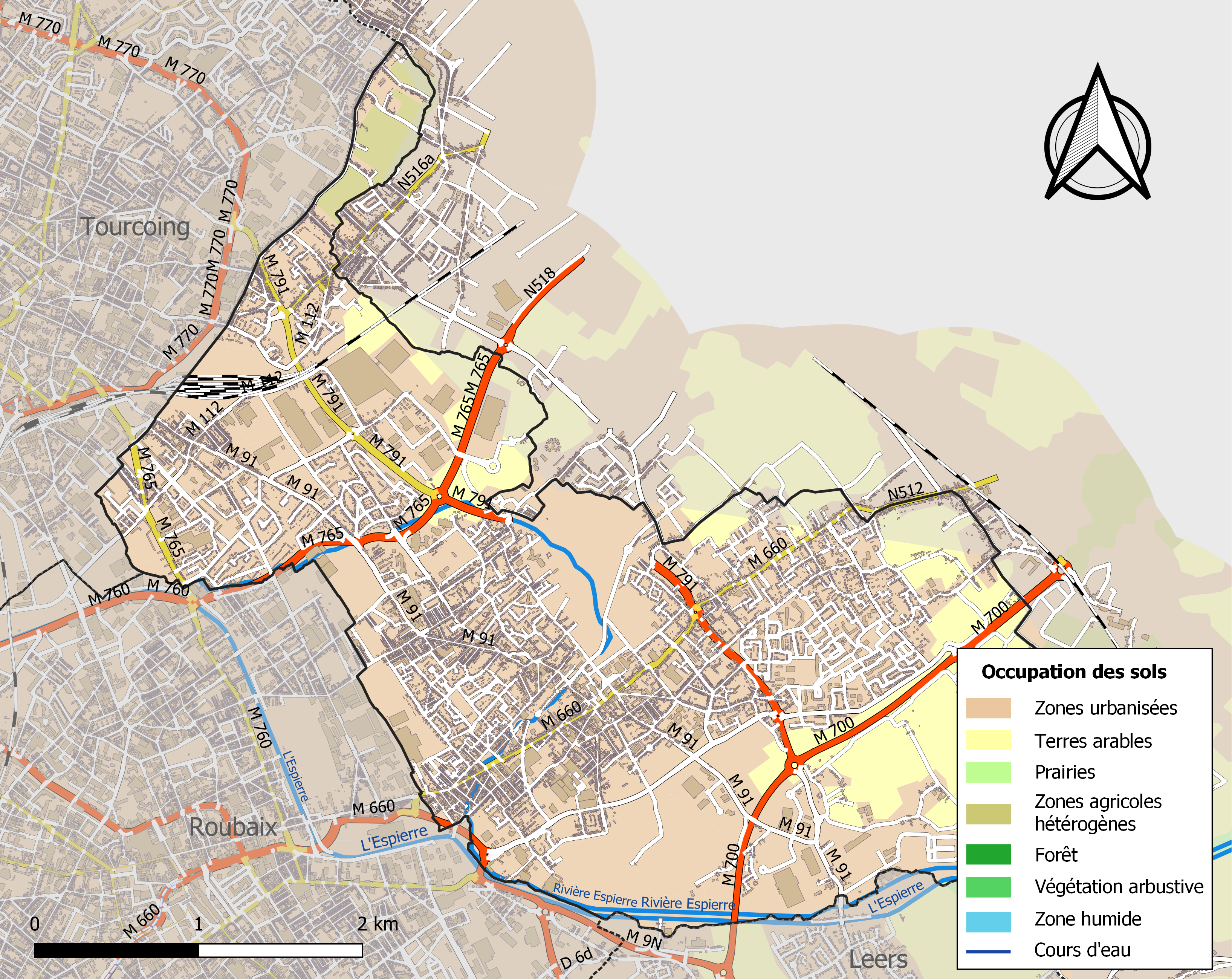
Harta infrastructurii și utilizării terenului a comunei în 2018 (CLC).

## Toponimie
Originea numelui provine, probabil, din flamandul waterloos, care înseamnă „fără apă”.
Alexandre Pruvost, în lucrarea sa Histoire de Wattrelos din 1865 (p. 2), oferă o explicație rezonabilă privind originea numelui, având în vedere geografia locului, traversat de numeroase cursuri de apă, dintre care cel mai important este Espierre. El scrie:
"Cuvântul loo, care apare foarte frecvent, înseamnă o înălțime împădurită, iar Wattrelos ar însemna o înălțime împădurită înconjurată de apă sau situată în apropierea apei."
Autorul oferă, de asemenea, o listă cu diferitele ortografii consemnate de-a lungul secolelor (pp. 2-3), printre care Uuaterlos în 1030, înainte de utilizarea literei W (a se vedea articolul despre litera W pe Wikipedia).
Ulterior, apare forma Waterlooz în 1030, apoi Wattrelos în 1793. Comuna este denumită Waterlo sau Waterloo în neerlandeză.

## Istorie

### Evul Mediu
Numele Waterlos apare într-un document în jurul anului 1030 (secolul al XI-lea). Inițial, a fost proprietatea unui nobil bogat și influent numit Allowyn, care, odată cu convertirea sa, și-a cedat toate bunurile, inclusiv Wattrelos, abației Saint-Bavon din Gent.
În secolul al XIV-lea, pe teritoriul Wattrelosului își fac apariția meșteșugurile textile, ca activități complementare agriculturii.

### Wattrelos sub Vechiul Regim
Peste patruzeci de seniorii și feude erau răspândite pe teritoriul Wattrelos (a se vedea planul cadastral din 1730 alăturat pentru localizarea lor), toate, cu excepția a două (Les Masures, de aproximativ 45 bonniers, și feuda sa La Tannerie, de 10 bonniers, care aparțineau sălii din Lille, adică în zona Martinoire, aproape de Roubaix), depindeau de abația Sfântului Bavo din Gand. Théodore Leuridan a publicat descrierea acestora în 1888 într-o broșură („Senioria de Wattrelos și feudele care îi aparțineau”, 94 pagini), bazată pe un registru din 1718 (p. 58 și urm.). Wattrelos, deși situată în Franța, era un teritoriu imperial, făcând parte astfel din Țările de Jos (p. 66). Printre domeniile menționate se numără:
- La Honuière, care cuprindea un conac și 2 bonniers și 3 cens de teren, situat pe drumul Crétinier spre Roubaix;
- La Bouteillerie, un conac și 6 bonniers și 10 cens de teren, pe drumul de la Wattrelos spre Estaimpuis;
- Le Gauquier, cu un bailli și locuitori cottiers (jurăți), având justiție vicomtală (justiție medie – echivalentul tribunalului corecțional de astăzi – cu drept de spânzurare pentru hoți), cuprinzând un cent de teren pe aleea dintre Wattrelos și Estaimpuis, plus 4 cens reincorporate în feudă și o rentă pe 8 bonniers;
- La Longuecourt, pe 4 bonniers și 12 cens de teren, situat pe drumul dintre Beaulieu și Paradis;
- Les Vignons, 4 cens de grădini și 12 cens de teren arabil, între La Bouteillerie și cărarea ce duce de la Gauquier la drumul spre Audenarde (actuala stradă Jules Guesde spre Houzarde);
- La Mottelette, un cent de teren, situat la nord de drumul ce leagă podul Travers de Piața Veche (Ballons);
- Beaumez, cu justiție vicomtală, bailli și locuitori cottiers, incluzând un conac înconjurat de apă, 3 bonniers și jumătate de teren situat lângă Espierre, în apropiere de podul Courrouble (la capătul străzii Pierre Cateau), plus rente pe 15 bonniers;
- Les Tomquequines, cu justiție vicomtală, situat lângă feudele Beaumez și Espierre și pământurile Bourde din Roubaix, acoperind 11 bonniers și 30 cens;
- La Mairie (la colțul străzii Abatorului, unde astăzi se află un supermarket), cu justiție vicomtală, având un conac și 12 cens de teren pe drumul dintre Menin și Tournai (D91, între Tourcoing și Leers), adiacent feudei Bois;
- Le Bois, un bonnier și 12 cens, adiacent La Mairie și aleii ce duce la drumul principal dintre Menin și Tournai (în apropierea străzii General De Gaulle);
- La Boutillerie, pe 2 bonniers și rente pe 3 bonniers, situată de-a lungul drumului dintre Crucea Sfântului Liévin și Dottignies (la intersecția străzilor Jules Guesde și Mouscron);
- La Grande Espierre, un conac și 5 bonniers, situate de-a lungul Espierre, la granița cu Mouscron, lângă feuda Vigne;
- La Petite Espierre, pe „26 cens de teren arabil” (aproximativ 1 bonnier și 10 cens), vecină și dependentă de feuda anterioară;
- Les Mottes, cu un conac și 9 bonniers, adiacent terenurilor Beaulieu;
- Lamissart, pe „1702 vergi” (puțin peste un bonnier), în cartierul Houzarde;
- Le Haut-Jardin, pe „1715 vergi”, adiacent feudei Lamissart și drumului Rimbaurier;
- Le Winhoutte, cu justiție vicomtală, pe 15 cens de teren la granița cu Herseaux;
- Le Blanc-Bonnet, pe „un quarteron și jumătate” (aproximativ ¼ de bonnier), adiacent drumului dintre Piața Veche și Crétinier (strada Saint-Vincent-de-Paul);
- L’Espierre, cu justiție vicomtală, bailli și locuitori cottiers, pe 10 cens de teren adiacent Espierre și Planchii des Bedarts (Laboureur), plus o rentă pe 5 bonniers;
- La Vigne, cu justiție vicomtală, având un conac și 13 bonniers de teren, adiacent Espierre la nord (granița cu Mouscron), Petite Espierre la sud și drumul dintre Menin și Tournai la vest (aproximativ în zona fostei fabrici La Lainière);
- Le Wez (cuvânt de origine germanică desemnând un vad) și Vivier (care desemnează și un șanț utilizat pentru adăpatul animalelor), pe 5 quarterons (aproximativ 1 ¼ bonnier), ducând spre Piață (situată la baza bisericii Sfântul Maclou, lângă vechea gară);
- Beaulieu, pe 7 cens de teren arabil, adiacent la est drumului dintre Beaulieu și Carluyère, iar la nord și vest feudei Longuecourt.

Pe lângă aceste seniorii și feude identificate, registrul menționează încă 19 feude fără nume și alte feude fie dispărute, fie străine de senioria Wattrelos, precum La Ceure, Croisez, Longpré, Montaigne, Quarte, La Bourde, Le Plouys și Le Sartel.
Numeroase nume de familie își au originea în aceste denumiri de seniorii și feude din secolul al XIII-lea la Wattrelos. Théodore Leuridan menționează, de exemplu, un Simon del Hornuire (de la Honuière), un Eustachius Botelgir (de la Bouteillerie), un Walterus de Leoncort (de la Longuecourt), un Egidius Destombekines (de la Tombequines) sau un Joannes Del Mairie (de la Mairie), adesea menționați ca „oameni de fief”, adică persoane desemnate să autentifice acte civile (ca martori în documente „notariale”, într-o epocă în care notariatul nu exista încă în Flandra).
Un articol publicat în 1906 în Annales de l'Est et du Nord (pp. 542-554) reproduce diverse tabele de conversie între vechile și noile unități de măsură utilizate în Departamentul Nord, întocmite în anul VI și publicate conform unui decret al Prefectului Nordului din 29 ventôse, anul IX. Vechile unități variau considerabil de la un oraș la altul. La Lille, un bonnier era echivalent cu 1,4246 ha, fiecare bonnier fiind împărțit în 16 cens sau 1600 vergi.

### De la Renaștere până în secolul al XVIII-lea
Timp de mai multe secole, regiunea din jurul orașului Lille a fost disputată de mai multe regate, atrăgând în acest conflict orașele Tourcoing, Roubaix, Wattrelos etc.
În 1477, soldații regelui Ludovic al XI-lea jefuiesc conacele, castelul și recoltele. Orașul începe apoi să prospere, dar în 1488 bătălia de la Espierre se desfășoară chiar în inima sa. Locuitorii din Wattrelos nu scapă de războaiele religioase: în 1566, 150 de protestanți sunt masacrați în biserică.
În 1667, la ordinul lui Ludovic al XIV-lea, orașul Lille este cucerit, iar Flandra devine parte a Franței (astfel, Wattrelos va avea 12 km de frontieră de supravegheat). Un prim plan cadastral al satului este realizat în 1730.

### Revoluția Franceză și Imperiul
În timpul Revoluției, în 1794, Wattrelos este afectat de bătălia de la Tourcoing (victorie a republicii împotriva monarhiilor europene). În a doua jumătate a secolului al XIX-lea, orașul cunoaște o dezvoltare industrială importantă. Anul 1865 marchează prima implantare industrială: compania Leclerq-Dupire (filatură / țesătorie). Datorită industriei textile, numeroase fabrici se stabilesc aici, iar populația înregistrează o creștere puternică. Se construiesc cartiere întregi. Mai multe fabrici din acest sector aparțineau lui Alfred Motte.
Planul din 1876, realizat pe baza cadastrului, evidențiază o creștere urbană semnificativă, în special în zona de la granița cu Herseaux și Estampuis, cu dezvoltarea cartierelor St-Liévin, Baillerie, Boutillerie, Nouveau-Monde, Plouys și Bas-Chemin. Această expansiune corespunde stabilirii muncitorilor belgieni din industria textilă în comună. Prin comparație, partea de nord a localității, dincolo de Crétinier, a rămas predominant rurală.
Canalul Roubaix mărginește comuna la sud, iar o linie de cale ferată care leagă Tourcoing de Mouscron o traversează la nord.
În 1892, primul ales socialist din Wattrelos, Florimond Lecomte, intră în consiliul municipal; la acea vreme, el se afla în opoziție.

### De la Belle Époque până la cel de-Al Doilea Război Mondial
În 1907, un jurnalist parizian publică un articol pe prima pagină a ziarului său pentru a relata vizita sa la Wattrelos. Titlul acestuia era „Mizerie municipală, 27.000 de francezi fără igienă”. Primarul de atunci, Joseph Thérin, i-a mărturisit jurnalistului că nu avea la dispoziție, în total, mai mult de 7,75 franci pe locuitor. El intervenea doar acolo unde era absolut necesar, adică în principal în domeniul asistenței sociale – mai mult vitală decât socială – destinată locuitorilor care trăiau la acea vreme în întuneric, noroi și gunoaie. Comuna era considerată cea mai săracă din Franța.
Biserica noului cartier Beaulieu a fost construită în 1909. Piatra de temelie a noii primării a fost pusă în 1911 pe o parte din vechiul spital. Ulterior, spitalul a fost modernizat prin instalarea unei băi, iar apoi a fost deschis un nou cimitir la Crétinier.
Al doilea plan cadastral din 1913 arată o urbanizare crescândă de-a lungul drumului național 350 (viitoarea axă a străzilor Carnot-Jules Guesde), odată cu apariția cartierului Laboureur, la porțile orașului Roubaix. Dezvoltarea acestui cartier va duce la crearea Pieței Republicii și la acoperirea parțială a râului Espierre. Accesul prin tramvai facilita deplasarea muncitorilor din Wattrelos spre fabricile textile din Roubaix.
În plus, și cartierul Crétinier era în plină expansiune – fabrica de lână Lainière nu era încă activă la Martinoire – astfel că o parohie va fi înființată ulterior. Trebuie menționate cele trei parohii instituite în acea perioadă: Sf. Gérard, în nord, în cartierul gării de triere din Tourcoing; Notre-Dame du Bon-Conseil, în Beaulieu; și biserica Sf. Maclou, situată în Grand Place (viitoarea piață Jean Delvainquière).
Se remarcă, de asemenea, extinderea rețelei feroviare printr-o ramificație care deservea gara Wattrelos spre Mouscron. Implantarea unor noi fabrici, precum Leclercq-Dupire, între centrul localității și cartierul Laboureur, și filatura Sartel (în cătunul Le Sartel), atestă activitatea industrială textilă în plină expansiune la acea vreme.
Partea estică a comunei și-a păstrat caracterul rural, în special în cătunele Paradis (care includea Rangée de l'Enfer, specifică locuințelor cu „otils” de dinainte de 1850, construite de manufacturieri care angajau țesători la domiciliu – fiecare casă având propriul război de țesut în camera principală, mărturie a unei epoci de dinaintea apariției marilor fabrici textile), Carluyère, Bourde, Nouveau-Monde, Martelotte și Plouys.
Orașul a contribuit la muzica epocii prin frații Doyen, dintre care Albert-Lucien Doyen (1888-1976), muzician și compozitor pentru mari societăți franceze, a înregistrat aproape șase sute de opere la SACEM. Frații săi, Émile, Charles și Joseph, au fost fondatorii fanfarei Lyre d’Estaimpuis.
Odată cu Henri Briffaut și venirea socialiștilor, Wattrelos a încetat să mai fie orașul cel mai slab echipat din Franța, în ciuda contextului social. Acțiunea sa a vizat salubrizarea, instalarea apei potabile, extinderea iluminatului cu gaz și electricitate, deschiderea cantinelor, construirea de săli de festivități, băi publice, terenuri de joacă și tabere de vacanță.
Orașul a fost ocupat de trupele germane în perioada 1914-1918. Mulți locuitori din Wattrelos au luptat în timpul Marelui Război, printre care și Albert-Lucien Doyen, care a servit în cadrul Regimentului 87 Infanterie (87e RI).
Primarul de atunci, Henri Briffaut, a fost arestat de trei ori înainte de a fi deportat în 1917. El le recomandase muncitorilor să nu lucreze pentru inamic, refuzase să furnizeze lista persoanelor nevoiașe din comună, apoi pe cea a bărbaților și a situației lor familiale, precum și să livreze cai. În cele din urmă, a fost trimis în lagărul de la Holzminden.
Wattrelos a fost marcat de o tragedie colectivă în vara anului 1925, când treisprezece tineri din oraș s-au înecat în timpul unei colonii de vacanță la Hardelot. Primarul Henri Briffaut a ordonat organizarea unor funeralii oficiale la biserica Saint-Maclou. Această dramă a îndurerat întreaga Franță.
Wattrelos a fost din nou ocupat de Germania între 1940 și 1944. Unii locuitori s-au alăturat Rezistenței, printre care Sora Rose, născută Hélène Vanalderwelt (1898-1980), care a primit după război diploma de recunoaștere a War Office și Crucea căpitanului Michel.
În aprilie 1941, ea a fost decorată cu Crucea de Cavaler în Ordinul Legiunii de Onoare de către cardinalul Liénart, devenind una dintre primele călugărițe din Franța decorate pentru fapte de război. De asemenea, a primit insigna de vermeil a Crucii Roșii Franceze și o diplomă de stat de asistentă medicală, acordată în mod excepțional.
Pe 14 iulie 1941, a avut loc o manifestație patriotică în cimitirul Crétinier, ca răspuns la apelul generalului de Gaulle, care îi încuraja pe francezi să își sărbătorească ziua națională. Locuitorii din Wattrelos au depus flori pe mormintele soldaților britanici căzuți în comună și au intonat cu emoție God Save the King, urmat de La Marseillaise, provocând astfel furia ocupanților germani.
Confruntat de trei ori cu manifestanții de către autoritățile germane, primarul Florimond Lecomte a pretins că nu cunoaște pe niciunul dintre ei.
Luna mai 1945 marchează un moment de cotitură în viața politică a orașului Wattrelos, deoarece, pentru prima și ultima dată, este ales un primar comunist, François Mériaux.

### Wattrelos contemporan
Primarul Albert D’Hondt a murit subit în seara zilei de joi, 23 mai 1957, în cabaretul său din centrul orașului, provocând o profundă consternare în întreaga comunitate.
Anii 1970 au marcat apogeul extinderii industriei textile în Wattrelos, cu numeroase fabrici implantate pe teritoriul orașului: La Lainière de Roubaix, filatura St-Liévin, Leclercq-Dupire, Amédée Prouvost, Le Sartel, Tapis St-Maclou... toate urmând să se închidă până la sfârșitul secolului.
În paralel, mai multe ansambluri rezidențiale au fost construite din perioada postbelică până în anii 1970: cartierele La Martinoire și La Mousserie, situate în nord-vestul orașului, precum și ZUP Beaulieu, în partea de est.
În anii 1970-1980, fabrica chimică Kuhlmann, construită în 1905, a fost închisă. Ca vestigiu al activității sale, au rămas "monts Kuhlmann", halda de reziduuri chimice, care reprezintă cel mai înalt punct al orașului.

## Populația și societatea

### Date demografice
Evoluția numărului de locuitori este cunoscută prin recensămintele populației efectuate în comună începând din 1793. Pentru comunele cu mai puțin de 10 000 de locuitori, un recensământ al întregii populații este realizat la fiecare cinci ani, populațiile legale pentru anii intermediari fiind estimate prin interpolare sau extrapolare.
În 2022, comuna număra 40 881 locuitori, în scădere cu -1,11 % față de 2016 (Nord: +0,51 %, Franța fără Mayotte: +2,11 %).
| An        | 1793  | 1821  | 1841  | 1856   | 1876   | 1886   | 1901   | 1921   | 1936   | 1962   | 1982   | 2006   | 2014   | 2022   |
| --------- | ----- | ----- | ----- | ------ | ------ | ------ | ------ | ------ | ------ | ------ | ------ | ------ | ------ | ------ |
| Populație | 3 590 | 4 901 | 7 864 | 10 360 | 15 325 | 17 118 | 25 884 | 27 733 | 31 084 | 41 319 | 44 626 | 42 852 | 41 337 | 40 881 |

## Locuri și monumente

### Patrimoniu religios

#### Biserici catolice

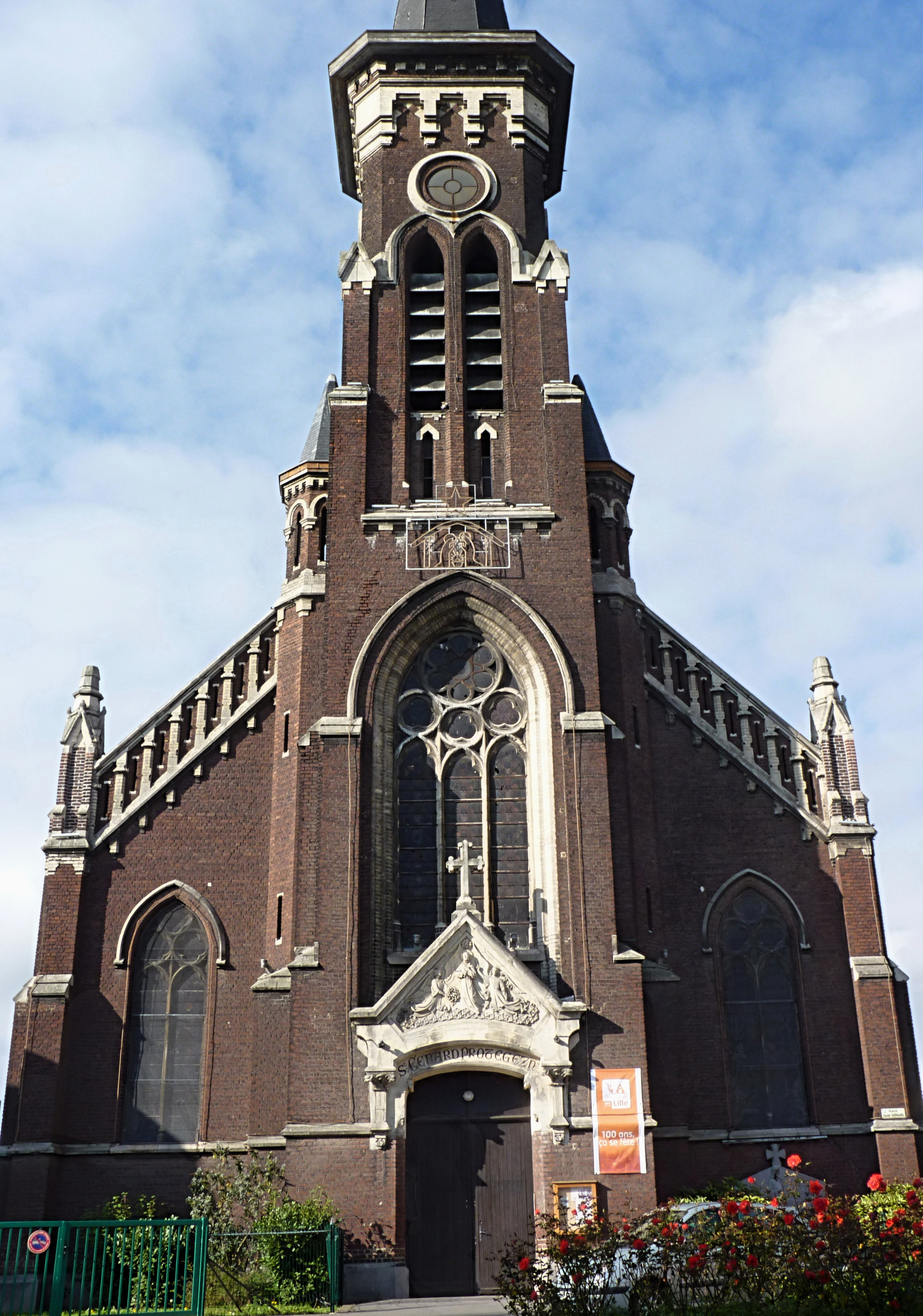
Biserica Saint-Gérard.

- Biserica Saint-Maclou, situată în Place Delvainquière (centrul orașului), a fost construită în 1882 și restaurată între 1992 și 2005. A servit ca decor pentru filmul Je rends larmes în 2010.
- Biserica Sainte-Thérèse-de-l'Enfant-Jésus din Wattrelos, situată pe contour Sainte-Thérèse, în cartierul Laboureur, proiectată de Charles Bourgeois, a fost construită în prima jumătate a secolului XX. Este înscrisă în Inventaire Supplémentaire des Monuments Historiques[39].
- Biserica Saint-Vincent-de-Paul, situată în Place Saint-Vincent-de-Paul, în Crétinier, proiectată de Paul Destombes, a fost construită în 1897 și demolată în 1992. O biserică mai mică a fost reconstruită în 1993.
- Biserica Saint-Gérard, situată în Place Saint-Gérard (Touquet-Saint-Gérard), a fost construită în 1912, închisă în 2012 și desacralizată în 2014.
- Biserica du Christ-Roi, situată pe Rue Auguste Renoir (Sapin Vert), a fost construită în anii 1930.
- Biserica Notre-Dame-du-Bon-Conseil, situată pe Rue du 8 mai 1945, în cartierul Beaulieu, a fost construită în 1909 și demolată în 2012.
- Capela spațiului Saint-Pierre, situată pe Rue de la Baillerie.

#### Biserici protestante
- Biserica protestantă evanghelică, situată pe Rue de la Blanchisserie.
- Biserica evanghelică sans frontières, situată pe Boulevard des Coteaux.

#### Islam
- Moscheea Omar Ibn Al-Khattab, cunoscută și sub numele de moscheea din Wattrelos, cu orientare salafistă, este situată pe Rue Stalingrad, în centrul orașului.

#### Martorii lui Iehova
- Sala Regatului, situată pe Rue Voltaire.

#### Cimitire
- Cimitirul comunal din centru.
- Cimitirul comunal din Crétinier.
- Cimitirul comunitar Lille Métropole Communauté Urbaine.

### Patrimoniu natural și cultural
- Muzeul de Arte și Tradiții Populare din Wattrelos prezintă viața cotidiană din perioada 1850-1950.
- Bourloires (terenuri pentru jocul tradițional Bourle) din Wattrelos – Saint-Paul, Le Carin, La Municipale, Saint-Joseph – sunt incluse în Inventaire des Monuments Historiques. Două dintre ele sunt înscrise oficial din 2006:
  - Café-bourloire Le Carin, situat pe 52 Rue François-Mériaux[40].
  - Café-bourloire du Cercle Saint-Paul, situat pe 22 Rue Jean-Jaurès[41].
- Situl PCUK, fostă zonă industrială transformată într-un spațiu natural renaturat. Pe acest amplasament, fosta haldă Kuhlmann[42] a fost reamenajată ecologic de Agence Paysages din Lille. Pentru acest proiect, peisagistul și municipalitatea au primit, în 1989, primul trofeu al peisajului francez.

## Personalități
- Charles Crupelandt (1886-1955), ciclist supranumit „Taurul din Nord”, a câștigat de două ori cursa Paris-Roubaix, etape în Turul Franței și Paris-Tours în 1913.
- Hector Tiberghien (1888-1951), ciclist. A câștigat cursa Paris-Tours în 1919 și a participat la opt ediții ale Turului Franței, reușind să se claseze pe locul 5 în 1921, pe locul 6 în 1922 și pe locul 4 în 1923.
- Joseph Van Daele (1889-1948), ciclist belgian, câștigător al cursei Liège-Bastogne-Liège în 1911 și campion al Belgiei la ciclism pe șosea în 1913.
- Charles Deruyter (1890-1955), ciclist belgian, clasat pe locul 2 în cursa Paris-Roubaix.

## Înfrățiri
- Germania – Eschweiler
- Germania – Köthen
- Romania – Solca
- Ungaria – Mohács
- Polonia – Siemianowice Śląskie
- Portugalia – Guarda